# Коллинз, Аукей
Ауке́й Ко́ллинз (англ. Aukai Collins), он же Абу Муджахид (англ. Abu Mudjahid; 13 февраля 1974, Гавайи, США — 19 июля 2016, Ошенсайд, округ Сан-Диего, Калифорния, США) — американский гражданин, известный своим участием в различных локальных войнах на стороне моджахедов.

## Биография
Родился в христианской семье ирландского происхождения. Окончил девять классов средней школы. В пятнадцать лет являясь членом банды в Сан-Диего за грабёж попал в тюрьму для несовершеннолетних, где под влиянием старших заключённых в 18 лет принял ислам.
В 1993 году отправился в Пакистан, где присоединился к моджахедам. Был направлен для обучения в Афганистан в тренировочный лагерь Халида бин Валида — один из местных тренировочных лагерей «Аль-Каиды», где получил военную подготовку и познакомился с британским террористом Ахмедом Омаром Саидом Шейхом. В 1995—1996 годах воевал в Чечне под командованием Хаттаба, где потерял правую ногу, подорвавшись на мине. Также был знаком с Ш. С. Басаевым. С 1996 года в течение трёх лет сотрудничал с ЦРУ и ФБР.
Воевал в Косово (по одним сведениям — до, по другим — после Чечни в 1995—1996 годах) в составе Армии освобождения Косова. В 1999 году снова воевал в Чечне.
Автор автобиографической книги «Мой джихад: подлинная история удивительного путешествия американского моджахеда из тренировочных лагерей Усама бен Ладена к контртеррористической деятельности с ФБР и ЦРУ», вышедшей в июне 2002 года. В 2003 году книга вышла под названием «Мой джихад: путешествие одного американца по миру Усамы бен Ладена в качестве тайного агента американского правительства». Согласно информации в книге Коллинза, а также его интервью, в 1998 году Коллинз в ходе наблюдения за группой арабов в Аризоне передал ФБР информацию об одном из будущих угонщиков 11 сентября — Хени Хенджор. ФБР категорически отвергло это заявление, однако подтвердило, что Коллинз был платным информатором ФБР в Аризоне в тот период. Есть сведения, что Коллинз также предлагал создать подготовительные лагеря для террористов-кротов в Аризоне.
Выступал в качестве эксперта по борьбе с терроризмом на семинаре в Брукингском институте.
После публикации книги Коллинз стал охотником за головами и в 2003 году был арестован в Мексике, так как в его машине было обнаружено оружие. Был освобождён в мае 2006 года после четырёхлетнего тюремного заключения в мексиканском штате Дуранго.
Жил в Балтиморе. Был женат, воспитал сына и двух дочерей, одна из которых от Айшат — сводной сестры Зулихан Элихаджиевой.
Умер 19 июля 2016 года от сепсиса в Ошенсайде.

## Книга «Мой джихад»
- Collins A. My Jihad: The True Story of an American Mujahid's Amazing Journey from Usama Bin Laden's Training Camps to Counterterrorism with the FBI and CIA. — Guilford: The Lyons Press[англ.], 2002. — 257 p.
- Collins A. My Jihad: One American's Journey Through the World of Usama Bin Laden-- as a Covert Operative for the American Government. — Pocket Star Books[англ.], 2003. — 352 p.
- Collins A. My Jihad: The True Story of an American Mujahid's Amazing Journey from Usama Bin Laden's Training Camps to Counterterrorism with the FBI and CIA. — Manas Publications, 2006. — 272 p.